# Lídia Puigvert Mallart
Lídia Puigvert Mallart (Bogotà, Colòmbia, 29 de maig de 1970) és catedràtica del Departament de Sociologia de la Universitat de Barcelona i reconeguda escriptora feminista per les seves aportacions al feminisme dialògic així com la investigació i la recerca en temes de violència de gènere.
Va promoure, juntament amb el Grup de Dones CREA-Safo, la necessitat de trencar el silenci sobre la violència de gènere a les universitats espanyoles. Va contribuir a la primera investigació de l'Estat Espanyol sobre violència de gènere, en la qual va basar-se la Llei per a la igualtat efectiva de dones i homes que dictava que totes les universitats espanyoles havien de tenir comissions d'igualtat i protocols contra la violència de gènere. Aquesta investigació va tenir un gran ressò, i va ser reconeguda per Sarah Rankin, directora de l'Office of Sexual Assault Prevention and Response de la Universitat Harvard.
Per les seves aportacions en l'àrea de violència de gènere, ha sigut nomenada consultora en projectes de recerca europeus com ara INCLUD-ED, Strategies for inclusion and social cohesion from education in Europe (2006-2011); IMPACT-EV, Evaluating the impact and outcomes of European SSH research (2014-2017) sota el qual s'estableix un sistema permanent de selecció, seguiment i avaluació dels impactes socials, polítics i científics de Ciències Socials i Humanitats, i del projecte WORKALÓ que té com a objectiu analitzar noves estratègies innovadores per al desenvolupament social i econòmic que promoguin la inclusió dels grups minoritaris, especialment la comunitat gitana. Va coordinar el grup de recerca del projecte TRACTA, Trajectòries de vida que allunyen o acosten a les xarxes de tràfic amb fins d’explotació sexual, i també ha liderat el projecte científic CONSENT: De los actos de habla a los actos comunicativos. Factores que permiten la libertad sin coacción
L'any 2001, va publicar Las otras mujeres, on assenyala la importància de crear espais de participació per compartir divergències dins del feminisme per construir un diàleg equitatiu i solidari. També és coautora de diversos llibres com per exemple Women and Social Transformation amb Judith Butler i Elisabeth Beck-Gernsheim, o Hipatia de Alejandría. Un equipo plural de científicas desvela la verdad sobre la primera mujer de ciencia amb Carme García, Laura Ruiz i Lourdes Rué.